# Tarquinio Prisco
Lucio Tarquinio Prisco (in latino Lucius Tarquinius Priscus; Tarquinia, ... – 579 a.C.) originario di Tarquinia in Etruria, è stato il quinto re di Roma secondo la cronologia di Tito Livio, e regnò per 37 anni.

## Leggenda

### Origini familiari
Secondo la tradizione Lucio Tarquinio Prisco era nato a Tarquinia da madre etrusca, ma era greco per parte di padre (Demarato era originario della città greca di Corinto da dove era fuggito per stabilirsi poi a Tarquinia) ed a causa dell'ascendenza paterna, nonostante fosse ricco e noto in città, veniva osteggiato dai suoi concittadini e non riusciva ad accedere alle cariche pubbliche. Per questi motivi, e su consiglio di sua moglie Tanaquilla, decise quindi di emigrare da Tarquinia a Roma, dove cambiò nome, dall'etrusco Lucumone al più latino Lucio Tarquinio detto poi Prisco per distinguerlo dall'ultimo re di Roma, Tarquinio il Superbo. Delle sue qualità Floro dice:
(Floro, Epitoma de Tito Livio bellorum omnium annorum DCC, I, 5.1.)

### Ascesa al trono
Al suo arrivo a Roma, nei pressi del Gianicolo, dove arrivò a bordo di un carro, accadde un fatto eccezionale; un'aquila prima gli portò via il berretto, poi tornò indietro e lo fece cadere sulla sua testa. Tanaquilla, che in quanto etrusca conosceva l'arte di interpretare i segni del cielo, interpretò questo fatto come il segno di future grandezze per il marito.
In città Tarquinio si fece notare per le sue qualità e la sua generosità, tanto che Anco Marzio volle conoscerlo e, una volta divenuto amico, prima lo fece entrare tra i suoi consiglieri, poi decise di adottarlo, affidandogli il compito di proteggere i suoi figli. Secondo alcuni studiosi come Giuseppe Valditara, ricoprì anche la carica di magister populi. Alla morte del re, Tarquinio riuscì a farsi eleggere re dal popolo romano come figlio di Anco Marzio salendo al potere in seguito a una congiura contro lo stesso Anco.

### Regno (616 - 579 a.C.)

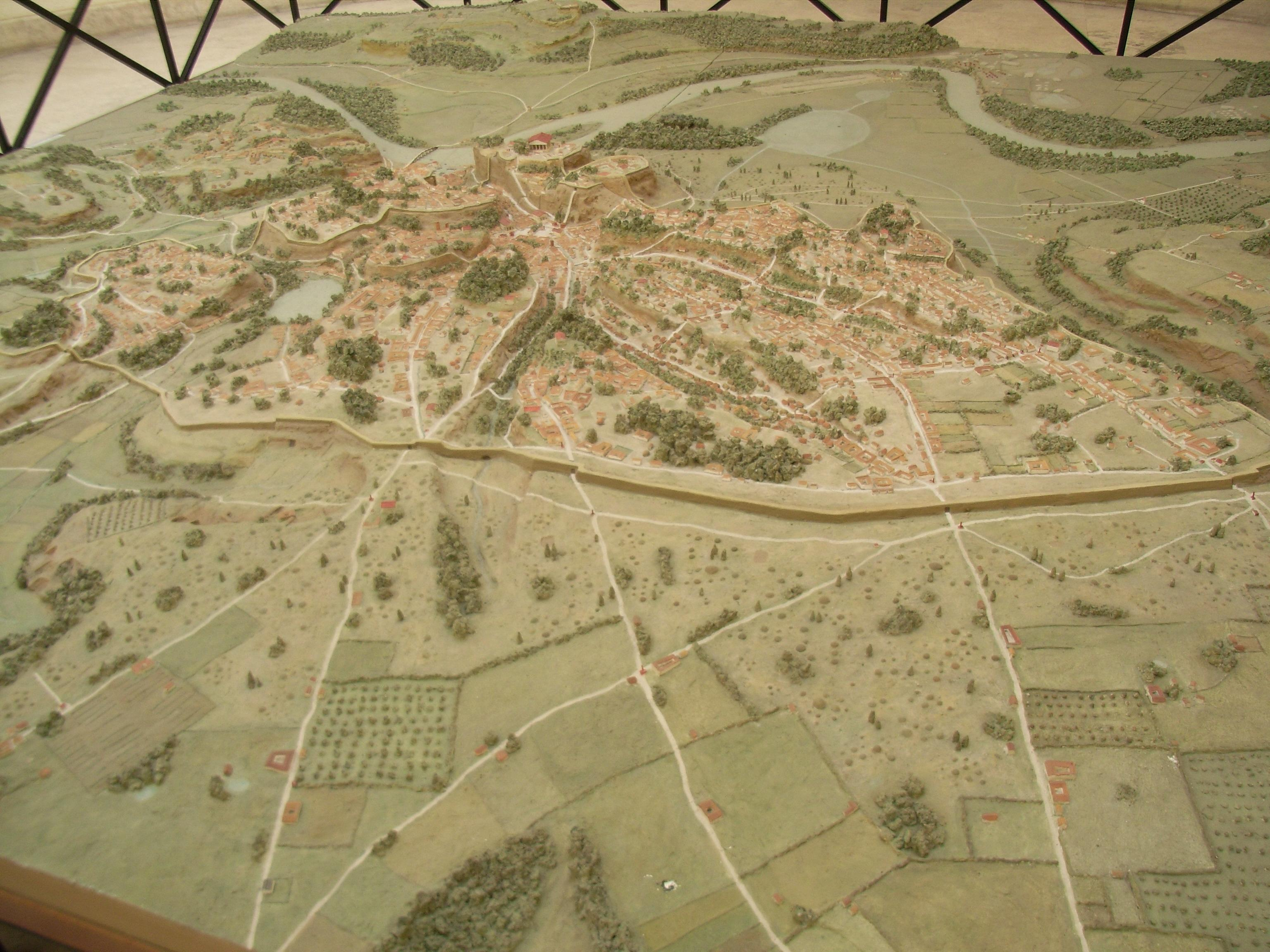
Plastico della Roma dei Tarquini presso il museo della Civiltà Romana all'EUR.

#### Politica militare
La sua abilità militare fu subito messa alla prova da un attacco sferrato dai Sabini; l'attacco fu respinto dopo sanguinosi combattimenti nelle strade della città, portando non pochi territori di queste genti vinte sotto il controllo di Roma. Fu in questa occasione che fu aumentato il numero di cavalieri che ognuna delle tre tribù (Ramnes, Tities e Luceri) doveva fornire all'esercito.
Tarquinio poi combatté i Latini, destinandoli a sorte diversa a seconda se avessero combattuto contro i romani, o se si fossero arresi dopo essersi ribellati. E così che distrusse Apiolae e conquistò Collatia, che diventò colonia romana governata dal nipote Egerio, fu più clemente con Crustumerium e Nomentum.
Quindi combatté contro una coalizione di Latini ed Etruschi delle città di Chiusi, Arezzo, Volterra, Roselle e Vetulonia corsi in aiuto dei Latini. Lo scontro si risolse, a seguito di due durissime battaglie campali, a favore dei romani, che ebbero la meglio sulla coalizione nemica, con i Latini che ottennero la pace dietro il pagamento dei danni e la restituzione di quanto depredato.
Gli scontri continuarono però anche nei due anni successivi, questa volta però contro una coalizione di Etruschi e Sabini, fino a che i romani sbaragliarono i due campi nemici, che erano stati eretti alla confluenza tra il Tevere e l'Aniene nei pressi di Fidenae, con uno stratagemma. In seguito a questa sconfitta i Sabini concordarono con i romani una tregua di sei anni, contrariamente agli Etruschi, che occuparono Fidenae con una propria guarnigione, avendo intenzione di continuare gli scontri. Gli scontri tra i Romani e gli Etruschi di Veio e Caere durarono altri sette anni e si risolsero con un grande scontro campale presso la città sabina di Eretum, vinto dai romani. In seguito a questo scontro gli etruschi si arresero ai romani e presentarono a Tarquinio Prisco i segni del potere delle proprie città, Fasci Littori e Sedie Curuli, come segno di resa.

#### Riforma "equestre" dell'esercito romano
Attuò una riforma che riguardò la classe dei cavalieri, aumentandone gli effettivi. Egli decise di raddoppiare il numero delle centurie (fino ad allora in numero di tre), o comunque aumentarne gli effettivi, e di aggiungerne altre a cui diede un nome differente. Queste ultime furono chiamate posteriores o sex suffragia, portando così il totale dei cavalieri a 600.

#### Ordinamento interno
Tarquinio riformò anche lo stato, aumentando il numero dei membri dell'assemblea centuriata a 1.800 componenti (contro il parere di un certo Attio Nevio) e raddoppiando (o comunque aumentando) il numero di senatori, dai 100 membri romulei ai 200, aggiungendone comunque altri 100.
Fu Tarquinio che per primo celebrò un trionfo su un cocchio dorato a quattro cavalli in Roma, vestito con una toga ricamata d'oro ed una tunica palmata (con disegni di foglie di palma), vale a dire con tutte le decorazioni e le insegne per cui risplende l'autorità del comando. E sempre a lui si deve l'introduzione in città di usanze tipicamente etrusche, relative alla sua posizione regale, come i riti sacrificali, la divinazione, la musica per le pubbliche manifestazioni, le trombe (tubae), gli anelli, lo scettro, il paludamentum, la trabea, la sella curule, le falere, toga pretesta ed i fasci littori e le asce.

#### Politica urbanistica
Grazie alle fortunate guerre intraprese contro le vicine popolazioni, riuscì a rimpinguare le casse statali con i ricchi bottini depredati alle città sconfitte. E sembra che decise di dotare la città di Roma di nuove mura.
Si occupò anche dei giochi della città, erigendo il Circo Massimo e destinandolo come sede permanente delle corse dei cavalli, istituendo i ludi Romani; prima di allora gli spettatori assistevano alle gare, che qui si svolgevano, seduti da postazioni di fortuna.
In seguito a forti alluvioni, che interessarono specialmente le zone dove sarebbe sorto il futuro Foro Romano, fece poi iniziare la costruzione della Cloaca Massima. A lui si deve poi l'inizio dei lavori per la costruzione del tempio di Giove Capitolino sul colle del Campidoglio.

### Morte e sepoltura
Il maggiore dei figli di Anco Marzio, nella speranza di ottenere il trono che riteneva gli fosse stato usurpato da Tarquinio, organizzò un complotto e lo uccise. I suoi piani furono però frustrati dall'abile Tanaquilla, che fece in modo che il popolo romano eleggesse suo genero Servio Tullio come sesto re di Roma e successore di Lucio Tarquinio Prisco. Livio Mariani, uno storico che fece parte del Triumvirato della Repubblica Romana, morto nel 1857 ad Atene ed autore della "Storia del Sublacense", afferma che Tarquinio Prisco sia stato tumulato nei pressi di Marano Equo e la sua tomba sia stata rimossa nel 1750 dai Barberini e traslata a Collalto Sabino nel loro castello di cui erano titolari come baroni.